# Arne Skouen

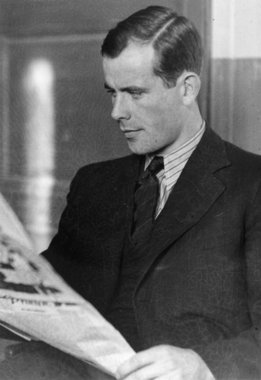
Arne Skouen

Arne Skouen (* 18. Oktober 1913 in Kristiania; † 24. Mai 2003 in Bærum) war ein norwegischer Filmregisseur, Journalist, Drehbuchautor und Schriftsteller. Skouen wohnte ab 1949 in Eiksmarka, einem Ortsteil der Kommune Bærum im Fylke Akershus. Über einen längeren Zeitraum lebte er auch in Großbritannien, den Vereinigten Staaten und in Schweden. Des Weiteren war er von 1967 bis 1972 Vorsitzender des Norske Dramatikeres Forbund.

## Leben
Skouen wurde in Oslo als Sohn des Kontoristen Peder N. Skouen geboren. Er war zuerst von 1933 bis 1934 als Seemann und ab 1935 beim Dagbladet als Sportredakteur tätig.
Nach einer kurzen Zeit als freier Mitarbeiter beim Dagbladet erhielt Skouen dort eine dauerhafte Position als Sportredakteur. Durch die deutsche Besetzung Norwegens während des Zweiten Weltkriegs verlor er seine Anstellung. Er verließ Norwegen, arbeitete für einen norwegischen Radiosender in London und studierte anschließend Journalistik in New York.
Ab 1946 arbeitete er als Journalist und war Mitarbeiter der Sport- und Kulturredaktion bei der Tageszeitung Verdens Gang sowie von 1947 bis 1957 Kulturredakteur wiederum beim Dagbladet von 1971 bis 1995. Des Weiteren arbeitete er von 1943 bis 1945 als Journalist in Stockholm, London (für den NRK) und in New York.
Nach seiner Rückkehr nach Norwegen schlug er 1946 dem damaligen Redakteur des Dagbladets Einar Skavlan vor, diese Zeitung im Tabloidformat herauszugeben, nach dem Vorbild der New York Post. Skavlan lehnte jedoch Skouens Ideen ab, worauf er die Anstellung bei der Zeitung aufgab. Skouen wechselte darauf zur neugegründeten Tageszeitung Verdens Gang in der Osloer Akersgata. Er arbeitete mehr als zehn Jahre regulär als Sport- und Kulturjournalist und war nebenbei als Schriftsteller, Drehbuchautor und Ideengeber tätig. Des Weiteren schrieb Skouen mehrere Filmkritiken für die norwegische Presse. Für die Verdens Gang entwickelte er sich seit 1957 zu einer zentralen Figur. So unterstützte er unter anderem die Chefredakteure der Zeitung, Einar Munthe-Kaas und Arne Bonde, 1963 bei Umstellung auf das Tabloid-Format und beim Layout der Seiten.
Gegen Ende der 1960er-Jahre wechselte Arne Skouen wieder zurück als Freiberufler zum Dagbladet, war dabei aber zum großen Teil als Regisseur und Drehbuchautor in verschiedenen Filmen tätig und schrieb einige Bücher. Skouen hatte eine Tochter, bei der Autismus diagnostiziert worden war. In der Rubrik «Ytring» (Freiheit) des Dagbladets verfasste er regelmäßig Beiträge und setzte sich vehement für die Rechte behinderter Menschen in der Gesellschaft ein, womit Skouen in der norwegischen Presselandschaft für größere Aufmerksamkeit sorgte. Unter anderem kritisierte er Artikeln scharf die norwegischen Sonderschulen, die sich seiner Ansicht nach verheerend auf die Kinder auswirkten. Auch seine drei Filme Om Tilla (1963), Vaktpostene (1965) und Reisen til havet (1966) behandeln das Thema geistig behinderter Kinder und die Reaktion der Gesellschaft auf sie. Ab 1971 war Skouen wieder fest angestellt beim Dagbladet und arbeitete vor allem an kulturellen Beiträgen, wie dem Feuilleton sowie als Kommentator.
Trotz seiner vielfältigen Aktivitäten hatte er den Sportjournalismus nie ganz aufgegeben. So war er bei mehreren Olympischen Spielen und Weltmeisterschaften für das Dagbladet und für die Verdens Gang als Journalist tätig. 1936 war er der jüngste akkreditierte und registrierte Journalist bei den Olympischen Winterspielen 1936 in Garmisch-Partenkirchen sowie den Olympischen Sommerspielen 1936 in Berlin. 1994 war er bei den Olympischen Winterspielen 1994 in Lillehammer der älteste akkreditierte Journalist.

### Drehbuchautor und Filmemacher
Parallel zu seiner Karriere als Journalist schrieb er einen Roman über einen fiktiven jungen Seemann. 1939 debütierte er als Dramatiker mit dem Schauspiel Ansikt mot ansikt (Von Angesicht zu Angesicht) und 1941 schrieb er das Drehbuch zu dem Stück Barn av solen (Kinder der Sonne), das ein großer Erfolg wurde. Während des Zweiten Weltkrieges floh Skouen nach Schweden und ließ 1943 sich in Stockholm nieder, wo er in Kontakt zu bekannten Persönlichkeiten wie Ingmar Bergman und Tutte Lemkow kam. In Stockholm sammelte er erste Erfahrungen im Filmbereich, bevor er mehrere Synopsen zu Kurz- und Langfilmen schrieb. Nach dem Zweiten Weltkrieg verfasste er die Romane Fest i Port des Galets und Gategutter und debütierte 1949 zugleich als Regisseur und Drehbuchautor mit dem Film Gategutter nach seinem gleichnamigen Roman. Zuvor hatte ihn Kristoffer Aamot, der damalige Vorstandsvorsitzende der Osloer Gesellschaft Norsk Film A/S, gefragt, ob er seinen Roman auch verfilmen würde. Skouens Film Gategutter von 1949 wurde oft in seiner Heimat mit Vittorio de Sicas Fahrraddiebe von 1948 verglichen und als norwegischer Neorealismus bezeichnet.
Nach diesen Debüt wirkte Skouen an einer Vielzahl norwegischer Filme mit. Zu seinen bekanntesten Werk gehört der Kriegsfilm Soweit die Kräfte reichen (Ni liv) von 1957 und die klassische Komödie Bussen von 1961. Sein Film Soweit die Kräfte reichen wurde 1958 für den Oscar in der Kategorie Bester fremdsprachiger Film nominiert.
Sein Film Der Herr und seine Diener (Herren og hans tjenere) wurde auf den Internationalen Filmfestspielen Berlin 1959 im Wettbewerb vorgestellt.
1962 wurde sein Film Kalde spor bei dem 3. Internationalen Filmfestival Moskau präsentiert.

## Filmografie

### Regisseur und Drehbuchautor
- 1949: Gassenjungen (Gategutter)
- 1952: Nødlanding
- 1954: Cirkus Fandango
- 1955: Det brenner i natt!
- 1956: Barn av solen
- 1957: Soweit die Kräfte reichen (Ni liv)
- 1958: Pastor Jarman kommer hjem
- 1959: Der Herr und seine Diener (Herren og hans tjenere)
- 1960: Omringet
- 1961: Bussen (Komödie)
- 1962: Kalde spor
- 1963: Om Tilla
- 1965: Vaktpostene
- 1966: Reisen til havet
- 1967: Musikanter (Nachfolgefilm von Bussen)
- 1969: Ich heiße An-Magritt (An-Magritt)

### Produzent
- 1957: Soweit die Kräfte reichen (Ni liv)

## Bibliografie
- Gymnasiast (1932)
- Jeg er sjømann og sytten år (1935)
- Nå skulde Ruth sett mig (1937)
- Norske gutter krysser ekvator (1940)
- Barn av solen (1941, verfilmt 1955)
- Førstemann til Lindesnes (1942)
- Gullstolen (1942)
- 66 skinnbrev fra Oslo (1943). Tagebücher aus dem Alltag im besetzten Norwegen, in Schweden veröffentlicht (unter dem Pseudonym Bjørn Stallare)
- Tre små enaktere (1943)
- Jon Vannskrekk (1947) (unter dem Pseudonym Terje Rakke)
- Fest i Port des Galets (1947)
- Gategutter (1948, verfilmt)
- Leirplassen (1950)
- Cirkus Fandango (1953)
- Bare om barn (1959)
- Pappa tar gull (1962, verfilmt)
- Pappas dans (1964)
- Pappa blir voksen (1966)
- Rettferd for de handicappede (1966)
- De veldedige politikerne (1969)
- Tusen kyss fra Bagdad (1970)
- Alle elsket enken (1970) (Kriminalroman unter dem Pseudonym Axel Barre)
- Farlig weekend (1971) (Kriminalroman unter dem Pseudonym Axel Barre)
- Sir Williams bohemer (1972)
- Ytringer (1973)
- Nye ytringer (1976)
- Ballerina (1976)
- Flere ytringer (1980)
- Sigrid Undset skriver hjem (1981)
- Bess (1982)
- Tre filmer og to skuespill (1993)
- En journalists erindringer (1996)
- Jøssingene på Sehesteds plass (2002)

Des Weiteren wurden mehrere Bücher von Skouen aus dem norwegischen in anderen Sprachen übersetzt.
- 1980 veröffentlichte Petter Larsen eine Biografie über Arne Skouens.
- 1983 gab Simen Skjønsberg eine Anthologie über Skouen unter dem Titel: Hverdag og visjon heraus.

## Preise (Auswahl)
- 1957: Aamot-statuetten
- Hirschfeldt-prisen
- 1980: Narvesen-prisen
- 1983: Oslo bys kulturpris
- 1986: Ibsenprisen
- 1986: Amandas ærespris
- 1988: Jonas-prisen fra Institutt for spesialpedagogikk
- 1988: Norsk kulturråds ærespris
- 1996: Fritt Ord-prisen
- 2005 wurde er im Dagbladet als der «beste norwegische Filmemacher der letzten 100 Jahre» bezeichnet und «bekannt als ein aktiver und warmherziger Fürsprecher für die Schwächsten der Gesellschaft, sowohl als Filmemacher und als Journalist» benannt.